# دوريان يتس
 دوريان أندرو ياتس (بالإنجليزية: Dorian Yates)‏ ولد في 19 أبريل 1962 في أنجلترا لاعب محترف في كمال الأجسام
فاز ببطولة مستر أولمبيا 6 مرات على التوالى من 1997:1992 .
يعتبر ممن قاموا بثورة في لعبة كمال الأجسام ، يعرف أسلوبه
ب"blood ad guts training" تدريب الدم والأحشاء, يعرف أيضا بعضلات ظهره العملاقة.
وكان مدربه مايك مانتزر الحاصل على مستر اولبيا 1979 .

## لمحات من تاريخه
- 1985 "World Games"ألعاب العالم المركز السابع.
- 1990 "Night of Champions" سهرة الأبطال المركز الثاني.
- 1991 "Night of Champions" سهرة الأبطال المركز الأول.
- 1991 مستر أوليمبيا المركز الثاني
- من 1997:1992مستر أوليمبيا المركز الأول